# Roches-sur-Marne
Roches-sur-Marne település Franciaországban, Haute-Marne megyében. Lakosainak száma 583 fő (2022. január 1.). Roches-sur-Marne Chamouilley, Eurville-Bienville, Saint-Dizier és Ancerville községekkel határos.

## Népesség
A település népessége az elmúlt években az alábbi módon változott:
| Lakosok száma | 449  | 558  | 673  | 606  | 570  | 559  | 557  | 556  | 565  | 583  |
|               | 1968 | 1982 | 1990 | 2006 | 2013 | 2015 | 2017 | 2019 | 2020 | 2022 |